# Aristolochia disticha
Aristolochia disticha är en piprankeväxtart som beskrevs av Masters. Aristolochia disticha ingår i släktet piprankor, och familjen piprankeväxter. Inga underarter finns listade i Catalogue of Life.